# だんご3兄弟
「だんご3兄弟」（だんごさんきょうだい）は、教育番組『おかあさんといっしょ』（NHK教育テレビ）の1999年1月の「今月の歌」として発表された、タンゴ系の童謡であり、また同曲の主人公である三兄弟の串だんごのキャラクターである。タイトルは「だんご」と「タンゴ」をかけている。
作詞・プロデュースは当時CMプランナーだった佐藤雅彦、作曲・アニメーションを手がけたのは内野真澄、作曲・編曲を担当したのは堀江由朗、歌唱はうたのおにいさんの速水けんたろうと、うたのおねえさんの茂森あゆみ（いずれも当時）、コーラスはひまわりキッズとだんご合唱団、アニメーション製作は秋穂範子が担当している。また、佐藤・内野コンビは『ピタゴラスイッチ』でも多くの歌を作詞・作曲している。
1999年3月3日にポニーキャニオンから8cmCD（PCDG-00107）として、コンピレーション・アルバム『NHKおかあさんといっしょ いっしょにうたおう大全集40+カラオケ10』と同時にリリースされ、1999年3月17日にはカセットテープ（PCSG-00043）もリリースされた。

## ブーム期の現象
佐藤雅彦が1997年頃に、「串だんごが兄弟だったら一番上と一番下どちらが長男になるのか」という疑問を、短編集『クリック』に収めた。同書をたまたま『おかあさんといっしょ』のディレクターが手にしたことから、歌を制作することになり、「だんご3兄弟」が完成した。
当時のうたのおにいさんだった速水けんたろう、うたのおねえさんだった茂森あゆみが歌って特に子供たちの間で人気となり、放送終了後、ピーク時にはNHKに1日250本もの問い合わせ電話が殺到、CD発売を待望された。『おかあさんといっしょ』オリジナル曲では史上初となるCDシングルが発売されるや初回出荷80万枚があっという間に完売し、発売当日の追加注文が20万枚、発売日3日目（1999年3月5日）で出荷枚数（追加注文を含む）250万枚を突破する大ヒットとなった。通常、童謡曲は買い取り契約だが、本曲の速水・茂森の2人については2パーセントの印税契約だった。一方でバックコーラスを務めた「だんご合唱団」のメンバーの一人によれば、自分には印税は支払われないという。
一時期は社会現象になるほど爆発的な人気を誇り、上記のシングルのほか、コンピレーション・アルバム『NHKおかあさんといっしょ いっしょにうたおう大全集40+カラオケ10』（ポニーキャニオン）やビデオ『NHKおかあさんといっしょ 最新ベスト うたのメリーゴーランド16』（NHKソフトウェア PCVK-10191）、その他楽譜や絵本などの関連書籍や各種キャラクター商品が爆発的に売れた。その一例としてバンダイが発売した「だんご3兄弟ぬいぐるみ」は1999年4月24 - 25日のわずか2日間で10万個を売り上げた。楽譜は1999年3月21日までにケイ・エム・ピー発行のものだけで36万冊以上（同社の楽譜の通常の売れ行きは1万冊前後）、7社の累計では50万冊以上が出荷された。『読売新聞』の読者欄「放送塔」には、1999年1月4日から3月13日までに「だんご3兄弟」に関する約120通の投書が殺到した。
そのほか、だんご屋が繁盛する、『残業3兄弟』『談合3兄弟』『海老名3兄弟』『ダチョウ3兄弟』などの替え歌が流行する、1999年の通常国会で国会対策委員長を務めた二階俊博・古賀誠・草川昭三の3人は、当時「（永田町の）だんご3兄弟」と呼ばれていた、便乗商品が多数発売されるといった社会的な影響があった。実際、200〜300種のキャラクター商品が発売され、関連商品の売上高は100億円を記録したが、NHKのライセンス料収入は2億円にとどまった。利益の多くは、NHKとは資本関係のない企業のものになってしまった。また、山藤章二は『週刊朝日』連載の「山藤章二のブラック・アングル」で、日本プロ野球のセントラル・リーグのペナントレースを本楽曲にかけて「にっこり長嶋3連勝」「むっつり野村3連敗」とパロディ化した。
だんご3兄弟のブームに伴い、それまで串に4つ刺していただんごを3つに変えるだんご屋も現れた。高木屋老舗では、それまでだんごを串に4つ刺していたが、だんご3兄弟のブームに火がつき始めた1999年2月末に、串に3つ刺しただんご「兄弟だんご」を発売し人気商品となる。しかしブーム沈静化とともに売上が落ち込み、同年7月で製造を打ち切った。一方で、だんごの串が4つなのは歴史的な経緯に基づくものであり、ブームに乗って勝手に3つに変えるのは許しがたいと主張するだんご屋のチェーン店によるプロデュースで「元祖だんご4兄弟」（作詞：レッド・ケイ、作曲：西崎進、歌：シャレッターズ）が製作され、1999年5月5日に日本クラウンから発売された。同曲では、だんご3兄弟には生き別れの妹がいるという設定になっている。
大阪有線（現在のUSEN）の有線ラジオ放送「USEN440」では「だんご3兄弟」へのリクエストが殺到したため、「K-25」チャンネルにて24時間「だんご3兄弟」だけをエンドレスで流していたが、12月をもって終了した。
だんご3兄弟ブームはアメリカでも『ロサンゼルス・タイムズ』（1999年3月19日付）にて報じられたが、週刊誌やワイドショーといったマスコミの煽りによる面があるとされ、2 - 3ヶ月ほどでブームは沈静化した。ただし、当時NHKでは、あまりにも異常な人気に戸惑っていたという。作詞者の佐藤も当時、「『だんご3兄弟』はブームになるよりも長く歌い継がれる曲になってほしい」という趣旨を述べており、ブームを歓迎していなかった。

### 考察
当時の『オリジナル・コンフィデンス』編集長の垂石克哉は「歌詞が平易で、そぎ落とされているため、大人でも三兄弟のいずれかに自分を投影して共感できる」と評している。
また、藤竹暁は（1999年時点で）最近のヒット曲は10代〜20代の特定の年齢層以外にはあまり浸透しておらず、世代を超えて親しまれる歌が求められていたことと、暗い世相の中で明るい話題で盛り上がりたいという大衆心理がブームの背景にあると指摘している。

## ブームの後
1999年を過ぎると熱狂的なブームは去り、大人たちの世界からは消えたが、子供たちの間では定着し、ブームから2年が経過した2001年時点で一定の支持があるとされた。覚えやすいリズムと映像を一体化していることから、運動会などで振り付けが演じられる。NHKによると「同番組（『おかあさんといっしょ』）から生まれた『アイアイ』『おもちゃのチャチャチャ』のように歌い継がれていく歌の仲間入りをした」という。
1999年度に、速水・茂森の後任の杉田あきひろとつのだりょうこの時には録り直しされた上に歌の振り付けが変更され（現在のものと同じ）、オンエア時には右下にオリジナルのアニメの映像が小さく表示され、メインが杉田とつのだと子供たちの振り付けによるダンスという形で放送された。
1999年10月から2004年3月に『おかあさんといっしょ』内でショートアニメ『だんご3兄弟あっという間劇場』が放映され、子供たちの間で人気になった。その後「だんご3兄弟」は、おにいさん・おねえさんの交代などもあり長らく放送されない時期が続いたが、2013年に杉田・つのだ卒業以来10年ぶりに通常放送内で歌パートの録り直し版が放送された（歌ったのは、2013年度当時のうたのおにいさん・おねえさんの横山だいすけと三谷たくみである）。横山・三谷版の音源は、2014年10月15日に発売されたアルバム『おかあさんといっしょ 最新ベスト みんなのリズム』に収録された。同アルバムはオリコン最高6位を記録した。その後、2016年2月22日から2月26日まで横山・三谷版が今週の歌として放送された。2025年現在、花田ゆういちろうと小野あつこの歌で放送されている（アニメーションはいずれもオリジナルバージョンに同じ）。花田・小野版の音源は2021年10月6日発売の配信限定アルバム『秋・モグモグたべものソング』に収録された。2021年には、花田・小野版の音源のまま、セル画の標準画質で制作されていたオリジナルバージョンクリップの構成に準拠して、キャラクターデザイン等はそのままのデジタル作画･ハイビジョン制作となった新クリップが放送された。2022年からは、うたのおねえさんの交代に伴い、花田とながたまやの歌で放送されている。
2000年7月に『おかあさんといっしょ』から、同じく食べ物をモチーフとした「たこやきなんぼマンボ」（作詞：もりちよこ、作曲：パラダイス山元、歌：杉田あきひろ・つのだりょうこ）という曲がシングルCDで発売され、2週間で8万枚を売り上げた。
また「○○3兄弟」という言葉自体はその後も残った。一例としては、2004年に起きた政治家の年金未納問題では当時の菅直人民主党代表が閣僚たちを「未納3兄弟!」と揶揄した。第一勧業アセットマネジメントでも、DKAトリニティオープンの愛称をだんご3兄弟にかけて「ファンド3兄弟」とした。
2011年の『FNS27時間テレビ』で矢部浩之（ナインティナイン）が100kmマラソンに挑戦した際に、途中で矢部の応援に来た矢部の兄・美幸と弟・龍広が併走する場面があり、その際にめちゃイケメンバーによって替え歌『矢部家3兄弟』が歌われた。
2013年春、中国から大気汚染物質PM2.5が飛来、ちょうど季節柄黄砂とスギ花粉が重なったことから、この3つを「飛散3兄弟」と呼ぶ者もいた。
連続テレビ小説『あまちゃん』の劇中で、薬師丸ひろ子が演じる鈴鹿ひろ美が東日本大震災チャリティーリサイタルのセットリストにだんご3兄弟を入れていた。リサイタル前に北三陸駅構内で子供に歌った（演出上は無音）が、あまりにも音痴で子供が泣き出した（第152話）。
2019年8月16日に放送された『おかあさんといっしょ 60年スペシャル』にて、速水と茂森歌唱によるオリジナル版が久々に放送された。
2019年11月にNHKホールで開催された『おかあさんといっしょ60周年記念コンサート』では、当公演のゲストとして出演した速水と茂森が1999年の紅白歌合戦以来20年ぶりに2人で本曲を歌唱した。
2025年4月6日に高取ヒデアキのYouTubeチャンネルにて、速水との歌唱で動画が公開された。

## 関連・モチーフになった作品
『アンパンマン』の登場キャラクターである「おでん三姉妹」は、原作者のやなせたかしによると、だんご3兄弟を意識したキャラクターである。

### 楽曲
「だんご3兄弟」発売時に話題になった曲、「だんご3兄弟」の影響を受けて作られた曲目の一覧（一般発売されたものに限定）。
- お父さんのタンゴ（吉幾三。発売は1985年。『だんご3兄弟』とメロディが似ていると当時、一部で騒がれた[37]）
- バザール3兄弟音頭（財津一郎。発売は1994年だが、『だんご3兄弟』ヒット時に同じ佐藤雅彦プロデュース作品ということで再発売された）
- 元祖だんご4兄弟（シャレッターズ）
- おどる三世代（五月みどり）
- それ行け!ぼたもち四姉妹（コバンザメ虹色楽団）[38]
- だんごのチャチャチャ（きびのだんご）[39]
- タンゴおでん三姉妹（3 Beauties：大和田りつこ、岡崎裕美、篠崎仁美。『それいけ!アンパンマン』挿入歌。2006年5月31日発売のアルバム『まんぷくトランス』で西尾季隆がカバーした）
- だんご大家族（茶太。ゲーム『CLANNAD』のテレビアニメ版エンディングテーマ）

## 記録
1999年オリコン年間シングルチャート1位、日本音楽著作権協会発表の著作権使用料の分配額では『Automatic』、『time will tell』（ともに宇多田ヒカル）に次ぐ国内作品3位。第41回日本レコード大賞特別賞、ゴールデン・アロー賞、日本ゴールドディスク大賞（ソング・オブ・ザ・イヤー）など数々の賞を受賞。
シングルの累計売上はオリコン集計で291.8万枚、KARAO.COM集計で約324万枚。出荷枚数は380万枚（一部報道では350万枚）。当時のオリコン歴代シングルランキング3位を記録。一時期は「およげ!たいやきくん」のシングル売上記録を超えるのではとの声もあったが、そこまでのヒットにはならなかった。
1990年代（集計期間：1989年12月 - 1999年11月）オリコンシングル売り上げランキング第1位。

## 歌番組での歌唱
速水けんたろう、茂森あゆみは1999年4月3日放送の『ポップジャム』に出演し「だんご3兄弟」を歌った。また、速水・茂森の2人は『第50回NHK紅白歌合戦』にも出場し同じく「だんご3兄弟」を歌った。バックには当時単独出演だったスプー・『ドレミファ・どーなっつ!』・『にこにこぷん』のキャラクターが登場した。また、アコーディオニストのcobaによるソロが追加された。
また速水本人が単独で『快進撃TVうたえモン』に出演し、だんご３兄弟を歌唱した。
1999年3月に北九州と幕張で開催されたNHK教育テレビ40周年記念イベント「おかあさんといっしょとゆかいななかま〜わくわく大行進〜」でも歌われており、こちらもテレビ放送後にVHSがリリースされている。
テレビ朝日系の音楽番組『ミュージックステーション』2019年4月26日放送回で、女性ボーカルグループLittle Glee Monsterがカバー歌唱を行った。
2021年には『日比谷音楽祭2021』にて、アイナ・ジ・エンドが披露した。　

## 収録曲
| 全作詞: 佐藤雅彦・内野真澄、全作曲: 内野真澄・堀江由朗、全編曲: 堀江由朗。 |                                     |                     |                    |      |
| #                                                                          | タイトル                            | 作詞                | 作曲・編曲         | 時間 |
| 1.                                                                         | 「だんご3兄弟」(フルバージョン)     | 佐藤雅彦 ・内野真澄 | 内野真澄・堀江由朗 | 2:06 |
| 2.                                                                         | 「だんご3兄弟」(オリジナルカラオケ) | 佐藤雅彦 ・内野真澄 | 内野真澄・堀江由朗 | 2:06 |
| 合計時間:                                                                  | 合計時間:                           | 4:12                |                    |      |

## カバー
- 皆川おさむ（シングル『黒ネコのタンゴ/だんご3兄弟』収録。編曲：伊藤信雄[47]）
- トリオ・ロス・パンチョス（1999年6月発売のアルバム『空に近い国』収録）
- スナッフ（2000年発売のアルバム『What's In The Pasties』収録）
- ロビー・ラカトシュ（バイオリン演奏。1999年8月発売のアルバム『ラカトシュII』日本盤限定ボーナストラック）
- リチャード・クレイダーマン（ピアノ演奏。1999年5月発売のアルバム『だんご3兄弟』収録）
- バックドロップシンデレラ (カバー・ミニ・アルバム『いろんな曲でウンザウンザを踊ってみた』(2016年5月11日発売)に収録)

など多くの歌手・演奏家にカバーされている。
2009年には、アニメ「ハヤテのごとく!!」の劇中で、桂ヒナギク（声優：伊藤静）がカヴァーしているが、CD化はされていない。
以下は、童謡集におけるカバー版である。
- DANGO★キッズ（キングレコード版カバー。曲名は「だんご3兄弟（キッズ・バージョン）」。初出は1999年4月14日発売『だんご3兄弟（キッズ・バージョン）』（KICG-192））
- 渡辺かおり、石橋壮平、だんごや合唱団（BMGファンハウス版カバー。初出は1999年4月28日発売『踊るテレビ&アニメ・ヒット集』（BVCK-38064））
- コロンズ（山野さと子、橋本潮、瀧本瞳）（日本コロムビア版カバー。初出は1999年5月1日発売『最新ベスト こどものうた 〜だんご3兄弟・WAになっておどろう・救急戦隊ゴーゴーファイブ〜』（COCX-30406））
- 大和田りつこ（日本クラウン版カバー。初出は1999年6月23日発売『最新・こどものうた大全集』（CRCD-2166））
- 中右貴久、大澤希佳、小村知帆、白井安莉紗、森の木児童合唱団（日本コロムビア版カバー。初出は1999年8月21日発売『テレビこどものうたスペシャル』（COCX-30514〜15））
- 小佐々知彦、内田ゆう（1999年発売『ワーイ! わたしとぼくのうたとカラオケだい!!』（キープ／キングレコード、NKCD-3099）に収録）
- 岡知彦、後藤叶圭（ケイエスクリエイト版カバー。2004年発売『歌カラKids おかあさんといっしょに!』（KCF-225）に収録[48]）
- 1999年5月28日に音頭に編曲された「音頭・だんご3兄弟」（歌：菅原美寿々、岡崎裕美、ひまわりキッズ）がシングルで発売されている。

## キャラクター
だんご3兄弟は、串に刺さった状態で上から順に長男「串団子 一郎」、次男「串団子 次郎」、三男「串団子 三郎」である。醤油だんご。彼らの理想はこしあんの餡だんご。また、三男のみ鼻の形が違っている（長男・次男が⊂に対して、三男は∩）。
憧れの女性は桜餅の「さくら もちよ」。もちよさんの想い人は柏餅の「かしわ もち彦」。実際には相思相愛だが、すれ違いが続いている。友達は静岡県出身の「湯のみ3兄弟」。名前は長男から順に「茶の吉」、「茶のすけ」、「茶三郎」。ライバルは、2段アイスの「バニラ&モカ」。
後述の「だんご3兄弟あっという間劇場」のアニメに登場するバックダンサーは「あっという間合唱団」。3人の苗字はそれぞれ、「山田さん（54歳）」、「斎藤さん（52歳）」、「杉下さん（63歳）」である。3人の下の名前は不明。3人とも本業はだんご屋さん。2002年4月から登場した「こどもダンサーズ」3人は、幼稚園児から小学生の一般人オーディションによって選ばれた（声は同曲のコーラスを担当しているひまわりキッズ）。

## だんご3兄弟 あっという間劇場
1999年10月から2004年3月に『おかあさんといっしょ』及び『BSおかあさんといっしょ』内で放送されたショートアニメ。1回の放送につき2本のストーリーが流れる。『おかあさんといっしょ』が特別編成の時はいつもより長く（3本から6本）流れる場合もあり、その際は1本目のタイトルロゴに「大盛」というテロップが付けられる。歌は「あっという間に始まって あっという間に終わります」という歌詞で始まり、「その名も、だんご3兄弟 あっという間劇場」の部分は、2本目（「大盛」の場合は、3本目以降も同様）は「またまた、だんご3兄弟 -」となる。全てのストーリーが終わると「それではさよならまた明日」という歌詞になり、バックダンサー達が行進状態で退場する。その後3兄弟が現れて「また見てね」と言う。
初期の作品のほとんどが同題にてDVD化されている。特典として、オリジナル放映時のアニメーションが観られるが、歌は、発売当時の歌のお兄さん・お姉さんである杉田あきひろとつのだりょうこによるものである。
ショートアニメの中の歌も杉田とつのだが担当していたが、2003年3月に番組を卒業後も後任の今井ゆうぞう・はいだしょうこではなく杉田・つのだの歌声で1年間放送を継続し、2004年3月をもって終了した。
2019年8月17日に放送された『おかあさんといっしょ 60年スペシャル』にて、15年ぶりの再放送が行われた。

### スタッフ
- 歌 - 杉田あきひろ、つのだりょうこ、佐藤雅彦、内野真澄
- コーラス - あっという間合唱団
- 編曲 - 堀江由朗
- 原画・動画 - 秋穂範子

## 関連書籍
- 『クリック -佐藤雅彦 超・短編集』（講談社、1998年3月、ISBN 4062089602）『だんご3兄弟』を制作するきっかけとなった文章が収められている。
- 『だんご3兄弟の楽譜』（日本放送出版協会）
- 『だんご3兄弟のえほん』（佐藤雅彦・内野真澄、日本放送出版協会）
- 『だんご3兄弟えはがきブック』（日本放送出版協会）
- 『だんご3兄弟ぱたぱたえほん』（佐藤雅彦・内野真澄、日本放送出版協会）
- 『だんご3兄弟シールえほん』（佐藤雅彦・内野真澄、講談社）
- 『だんご3兄弟3時のけっとう』（佐藤雅彦・内野真澄、メディアファクトリー）
- 『だんご3兄弟くしの休日』（佐藤雅彦・内野真澄、メディアファクトリー）